# Słowo Ojczyste
Słowo Ojczyste – polskojęzyczny miesięcznik oświatowy wydawany od 1996 roku na Białorusi, a zarazem organ prasowy Polskiej Macierzy Szkolnej na Białorusi.
Kontynuuje tradycje biuletynu „My i szkoła”, a jego głównymi odbiorcami są nauczyciele polskich szkół i przedszkoli na terenie Białorusi.